# Reprezentacja Niemiec w piłce nożnej plażowej mężczyzn
Reprezentacja Niemiec w piłce nożnej plażowej – zespół piłkarski, biorący udział w imieniu Niemiec w meczach i sportowych imprezach międzynarodowych, powoływany przez selekcjonera, w którym mogą występować wyłącznie zawodnicy posiadający obywatelstwo niemieckie. Za jego funkcjonowanie odpowiedzialny jest Niemiecki Związek Piłki Nożnej (DFB). Zwycięzca Europejskiej Ligi Beach Soccera w 1998 roku.

## Osiągnięcia

### Europejska Liga Beach Soccera
- I miejsce - 1998

## Kadra
Stan na 23 czerwca 2016
| Nr | Poz. | Piłkarz            |
| -- | ---- | ------------------ |
| 1  | BR   | Sascha Penke       |
| 3  | OB   | AntonKniller‬       |
| 5  | OB   | Keppinho           |
| 7  | PO   | Christian Biermann‬ |
| 9  | PO   | Sascha Weirauch‬    |

| Nr | Poz. | Piłkarz         |
| -- | ---- | --------------- |
| 11 | PO   | Oliver Romrig   |
| 12 | BR   | Toni Müller‬     |
| 13 | OB   | Christoph Thürk‬ |
| 15 |      | Tim Schmitt‬     |
| 17 | NA   | Manuel Mönch‬    |